# Володислав Крупський
Володислав Крупський, Владислав Крупський (нім. Ladislaus Krupski, пол. Władysław Krupski, *25 лютого 1882 р., Ла-Верн — †24 травня 1947 р., Цумікон) — швейцарський фольклорист, співак народної та військової пісні, музикант. Його псевдонім був Ганс Ґенд (нім. Hanns In der Gand, H. Indergand, Hanns Indergand).

## Життєпис
Народився він у Ла-Верні в Савойї під час Третьої французької республіки. Бо його батько опинився там після втечі з полону Російської імперії, по репресіях пов'язаних з польським повстанням. Його батько був лікарем із с. Гусаків на Львівщині, працював у Ерстфельді кантону Урі.
Походив Володислав Крупський з католицької родини Крупських, де батьком був поляк Станіслав Крупський (нім. Stanislaus Krupski), а матір — німкеня Елізабет Хуґлер (нім. Elisabeth Hugler).
Отримав громадянство у місті Шляйніконі кантону Цюріха.
Початкову освіту він отримав в гімназії міста Люцерну.
Далі навчався на факультеті філології в місті Невшаталю, в Університеті Невшателю.
Володислав Крупський почав допомагати розвиткові польського музею у Раперсвілю, у створенні якого брав участь його батько від 1868 року.
Почав збирати традиційні народні та військові пісні.
Мав студії на співака у консерваторії Франкфурту-на-Майні (Консерваторія Хоха) та у Мюнхенській вищій школі музики і театру. І три роки працював актором у місті Альтенбурзі у тодішньому Саксен-Альтенбургу, а потім повернувся до Швейцарії через події, пов'язані з Першою світовою війною і став служити у військовому оркестрі.
Одружений був на Юліані Магдалені Кройц з м. Мюнхену. Мав доньку Ільзу від цього шлюбу.
Активно він почав збирати традиційні народні пісні та інструментальну музику на усіх теренах Швейцарії у міжвоєнний період. Його псевдонім перейнятий ним був від імені персонажа з роману Ернста Зана. І використовував він псевдонім для того, щоб мати довіру швейцарських сільських оповідачів (носіїв стародавньої культури), від яких він збирав пісні у збірки. Для виконання тих пісень, що збирав, він використовував лютню. Таким чином, він дбав про розповсюдження народної творчості. А також він творив свої власні пісні.
Крім Першої світової війни, і під час Другої світової війни він служив співаком у підрозділі культури швейцарської армії.
Помер у Цуміконі кантону Цюриха, у Швейцарії.
Доктор наук Володислав Крупський щороку систематично збирав дослідницький матеріал, бо гаслом його життя було «зібрати фрагменти, що є» (лат. Colligite fragmenta, ne parent). Результати його досліджень розташовані в Базельському університеті (нім. Schweizerisches Volksliedarchiv).

## Збірки
- «Schwyzerfähnli», 1915-1917.
- «La petite Gilberte de Courgenay», 1917.
- «Vieilles chansons populaires et militaires de la Suisse Romande et Italienne», 1917.
- «Alti Schwyzerlieder», 1921.
- «Scelta di canzoni popolari ticinesi», 1933.

## Звукозапис
- Hanns in der Gand, Stranded in the USA [компакт-диски] München: Trikont-Verlag ; Hamburg: Indigo, Vertrieb, P 2004.
- Hanns in der Gand, Der Volksliedersänger Und -Forscher, Schweizerische Gesellschaft Für Volkskunde — Schallplatten — Reihe Nr. 2  [Архівовано 23 лютого 2021 у Wayback Machine.], Fata Morgana Records — FM 84023, Bern  (Switzerland) — 1984 (Vinyl, LP, Album) (нім.)
- Hanns in der Gand, Album «Soldate müend doch Schätzi ha» [Архівовано 5 березня 2016 у Wayback Machine.], 12 November 2008
- Hanns In der Gand, (Schweizer Soldatenlied) Lied Der Gilberte De Courgenay